# Gałęzie przełykowe aorty
Gałęzie przełykowe aorty (łac. rami oesophageales) – w anatomii człowieka grupa 4–7 tętnic należących do gałęzi trzewnych aorty. Zaczynają się na prawym i przednim obwodzie aorty, kierując się skośnie w dół dochodzą do przełyku, w ścianie którego się rozgałęziają. Tworzą u góry zespolenia z gałęziami od tętnicy tarczowej dolnej, a na dole z wstępującymi gałęziami przełykowymi tętnicy żołądkowej lewej.